# Marchainville
Marchainville és un municipi francès situat al departament de l'Orne i a la regió de Normandia. L'any 2007 tenia 210 habitants.

## Demografia

### Població
El 2007 la població de fet de Marchainville era de 210 persones. Hi havia 97 famílies de les quals 28 eren unipersonals (20 homes vivint sols i 8 dones vivint soles), 37 parelles sense fills, 24 parelles amb fills i 8 famílies monoparentals amb fills.
La població ha evolucionat segons el següent gràfic:
Habitants censats

### Habitatges
El 2007 hi havia 186 habitatges, 100 eren l'habitatge principal de la família, 69 eren segones residències i 17 estaven desocupats. 176 eren cases i 7 eren apartaments. Dels 100 habitatges principals, 82 estaven ocupats pels seus propietaris, 15 estaven llogats i ocupats pels llogaters i 2 estaven cedits a títol gratuït; 2 tenien una cambra, 9 en tenien dues, 32 en tenien tres, 20 en tenien quatre i 37 en tenien cinc o més. 59 habitatges disposaven pel capbaix d'una plaça de pàrquing. A 41 habitatges hi havia un automòbil i a 45 n'hi havia dos o més.

### Piràmide de població
La piràmide de població per edats i sexe el 2009 era:
| Homes | Edats   | Dones |
| ----- | ------- | ----- |
| 0     | 95 o +  | 0     |
| 0     | 90 a 94 | 0     |
| 0     | 85 a 89 | 0     |
| 0     | 80 a 84 | 0     |
| 16    | 75 a 79 | 16    |
| 8     | 70 a 74 | 12    |
| 4     | 65 a 69 | 4     |
| 4     | 60 a 64 | 0     |
| 8     | 55 a 59 | 0     |
| 16    | 50 a 54 | 8     |
| 4     | 45 a 49 | 12    |
| 8     | 40 a 44 | 8     |
| 8     | 35 a 39 | 0     |
| 8     | 30 a 34 | 8     |
| 4     | 25 a 29 | 4     |
| 4     | 20 a 24 | 12    |
| 8     | 15 a 19 | 8     |
| 8     | 10 a 14 | 8     |
| 8     | 5 a 9   | 8     |
| 0     | 0 a 4   | 12    |

## Economia
El 2007 la població en edat de treballar era de 133 persones, 92 eren actives i 41 eren inactives. De les 92 persones actives 76 estaven ocupades (46 homes i 30 dones) i 15 estaven aturades (12 homes i 3 dones). De les 41 persones inactives 21 estaven jubilades, 6 estaven estudiant i 14 estaven classificades com a «altres inactius».

### Ingressos
El 2009 a Marchainville hi havia 97 unitats fiscals que integraven 214 persones, la mediana anual d'ingressos fiscals per persona era de 15.541 €.

### Activitats econòmiques
Dels 14 establiments que hi havia el 2007, 1 era d'una empresa extractiva, 3 d'empreses de fabricació d'altres productes industrials, 4 d'empreses de construcció, 2 d'empreses de comerç i reparació d'automòbils, 1 d'una empresa de transport, 1 d'una empresa d'informació i comunicació, 1 d'una empresa immobiliària i 1 d'una empresa classificada com a «altres activitats de serveis».
Dels 4 establiments de servei als particulars que hi havia el 2009, 1 era un paleta i 3 fusteries.
L'únic establiment comercial que hi havia el 2009 era una botiga de menys de 120 m².
L'any 2000 a Marchainville hi havia 13 explotacions agrícoles que ocupaven un total de 530 hectàrees.

## Poblacions més properes
El següent diagrama mostra les poblacions més properes.